# Tikuna (haften)
Tikuna is een geslacht van haften (Ephemeroptera) uit de familie Leptophlebiidae.

## Soorten
Het geslacht Tikuna omvat de volgende soorten:
- Tikuna atramentum
- Tikuna bilineata
- Tikuna fusconotum
- Tikuna nigrobulla